# Schulamit König
Schulamit König (hebräisch שולמית קניג) (* 1930 in Jerusalem in Palästina) ist Gründerin und Generaldirektorin der Vereinigung People’s Movement for Human Rights (PDHRE). Sie bekam 2003 den Menschenrechtspreis der Vereinten Nationen.

## Leben
Schulamit König wurde 1930 in Jerusalem geboren. Sie ist mit Jerry Koenig verheiratet und hat 3 Söhne und 4 Enkel.
Sie studierte an der Columbia-Universität Ingenieurwissenschaften und Management. Sie arbeitete anfangs an der Entwicklung von Produkten zum Wassersparen. Sie war Arbeitsrichterin für die Arbeitsverhältnisse der Frauen, Geschäftsführerin der Freundschaftsliga Israel-Indien und gewählte Vorsitzende für die Bürgerrechtsbewegung in Israel. Von Premierminister Jitzchak Rabin wurde sie 1973–1977 zum Mitglied des Nationalen Komitees für den Status der Frau nominiert. Koenig war Mitorganisatorin des New Outlook, Israel-Palästina Konferenz in Washington, D.C. (November 1980). Sie leitete das Ausbildungsprogramm für Menschenrechte in arabischen und jüdischen Schulen und war 1978 Mitbegründerin von Schalom Achschaw. Sie gründete 1978 Kol Koreh, ein Zentrum für Bürgerrechte und demokratische Führung (bis 1982). Sie gestaltete die israelisch-palästinensische Kunstausstellung It’s Possible, welche in Deutschland, Japan und den USA gezeigt wurde.
Seit 1988 ist sie Gründerin und Generaldirektorin der People’s Movement (Decade) for Human Rights Education (PDHRE) in New York. Sie kämpfte für die UN-Dekade der Menschenrechte von 1995 bis 2004. Ihr Schwerpunkt ist die Ausbildung in Menschenrechten. Ein weiteres Ziel ist für sie die Einrichtung von Menschenrechtsstädten, d. h. Städten, die die Menschenrechte aktiv nach den Regeln der PDHRE umsetzen. Inzwischen sind 24 Städte u. a. Rosario in Argentinien (1997), Nagpur in Indien, Thiès im Senegal und Graz in Österreich (2001) dabei.

## Definition eines Ausbilders für Menschenrechte
Nach der Vorstellung von Frau König gilt folgende Definition:
„Ein Ausbilder für Menschenrechte ist eine Person, Frau oder Mann, der in der Lage ist, mit den Schülern kritisches Denken und systematische Analyse aus Sicht der Geschlechter über politische, bürgerliche, wirtschaftliche, soziale und kulturelle Standpunkte im Rahmen der Menschenrechte zu erwecken und zu Aktionen und zu sozialer und wirtschaftlicher Umwandlung zu führen.“

## Auszeichnungen
- 2003 Menschenrechtspreis der Vereinten Nationen

## Schriften
- Schulamit König, Mado Spiegler, Ispahan Merali: Passport to dignity. PDHRE, Oktober 2002.